# Образование в Сальвадоре
Образование в Сальвадоре имеет образовательную систему (1-2) 9-2-5, которая регулируется Министерством образования .

## Уровни образовательной системы
- Один или два года дошкольного образования для детей (детские сады), которые не являются частью государственной системы образования.
- Девять лет школьного базового образования разделены на три цикла:
  - 1-й цикл: 1-3 классы;
  - 2-й цикл: 4-6 классы;
  - 3-й цикл: 7-9 классы (переходный этап для среднего образования, профориентационные классы)
- Два года (или три по техническим программам) среднего образования, называемый бачилерато;
  - Два года общего бачилерато;
  - Три года технического бачилерато (например, бухгалтерский учет, секретариат, электроника и информатика и др.).
- Пять лет (минимальный срок) высшего образования, состоящее из университетского или другого вида высшего образования.

## Состояние
Национальная система образования не полностью государственная. Довузовское образование не является бесплатным. Государство обеспечивает школьное образование, если обучающийся не может оплатить образовательные услуги. Выплата производится на одну семью (то есть братья и сёстры получают одну выплату на всех). Государственное образование доступно не для всех, особенно в крайне бедных в сельских районах, существуют проблемы и в городских районах. Образование является одной из самых больших проблем Сальвадора.
В 1992 году министр образования Сесилия Галлардо де Кано приступила к реформированию системы базового образования. В 2010 году уровень грамотности составил 82 % для обоих полов.

## Высшее образование
Сальвадорский университет является крупнейшим и единственным государственным университетом в стране. Несмотря на это, университет часто закрывали из-за протестов. Сальвадорский университет имеет главный кампус в Сан-Сальвадоре, а также филиалы в Санта-Ане, Сан-Мигеле и Сан-Висенте.
Кроме Сальвадорского университета, в стране есть много частных высших учебных заведений. Например, одним из крупнейших является Центральноамериканский университет.